# Cemitério de Baikove
O Cemitério de Baikove (em ucraniano:  Байкове кладовище) é um cemitério em Kiev, capital da Ucrânia.

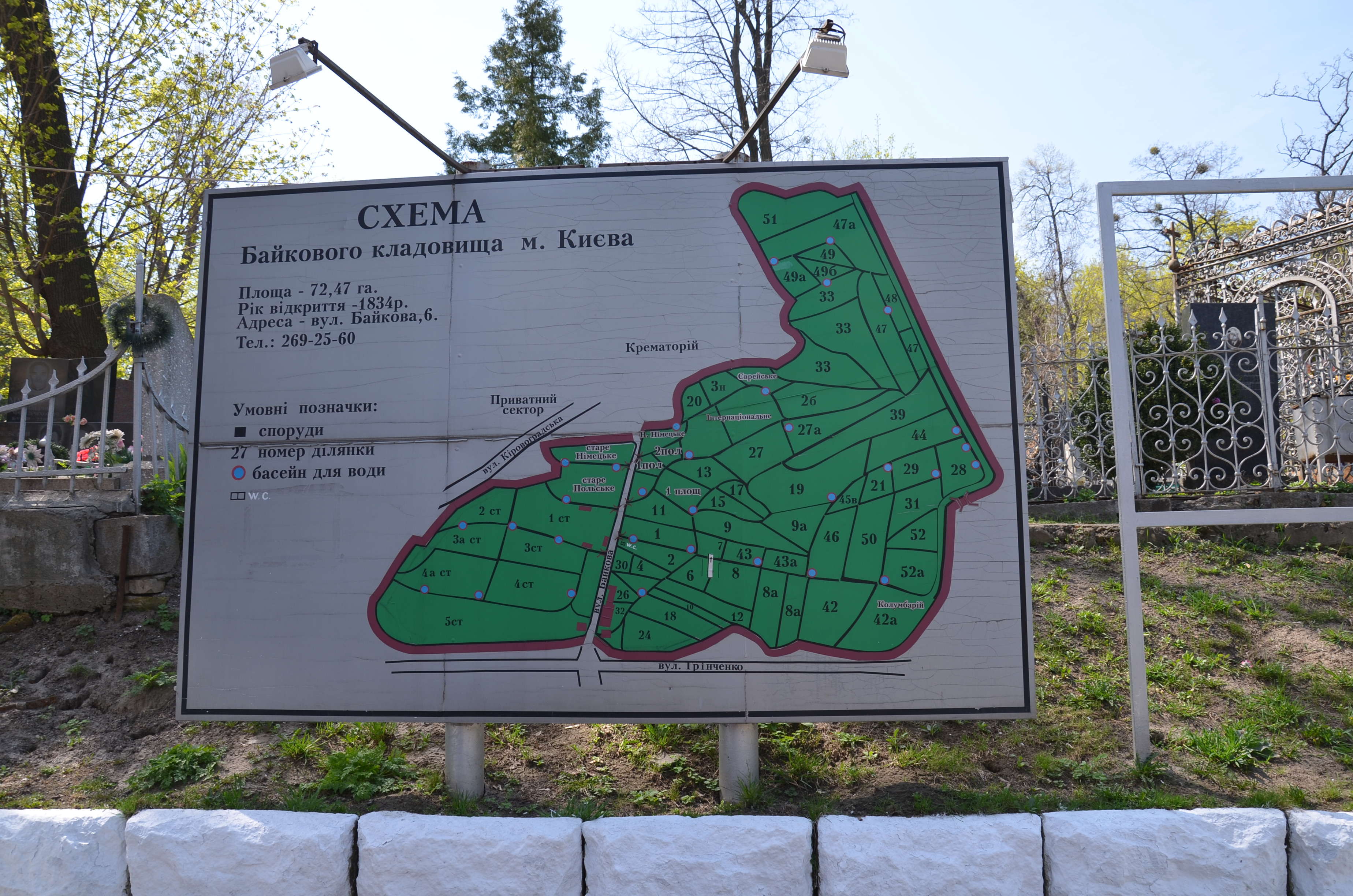
Mapa do cemitério

Erguido em 1833 bestehende, tem área de 72,47 hectares, localizado no raion de Holosiivskyi.

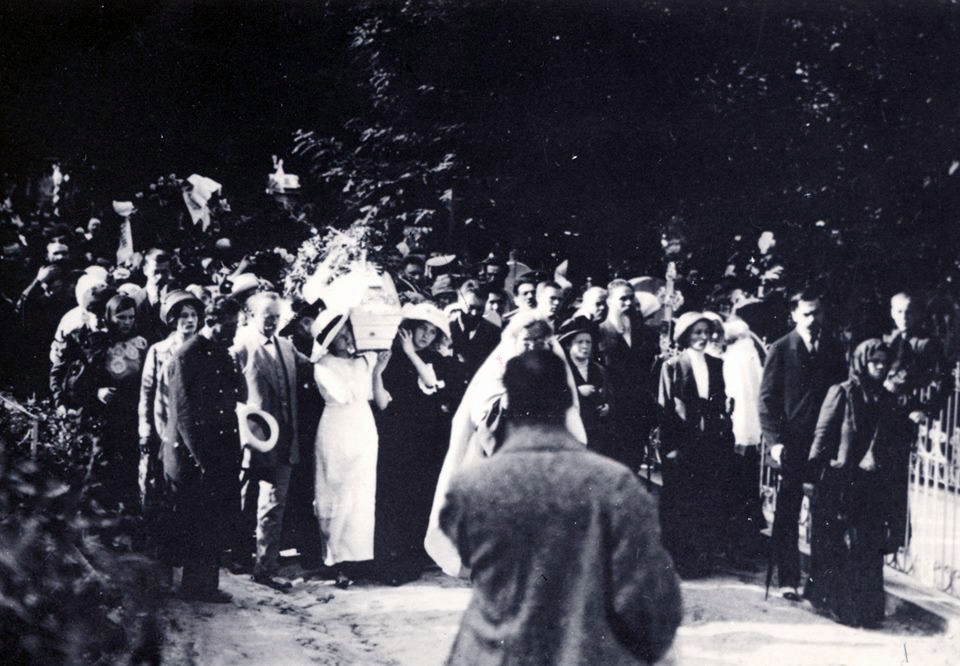
Sepultamento de Lesya Ukrainka, 1913

## Personalidades
A

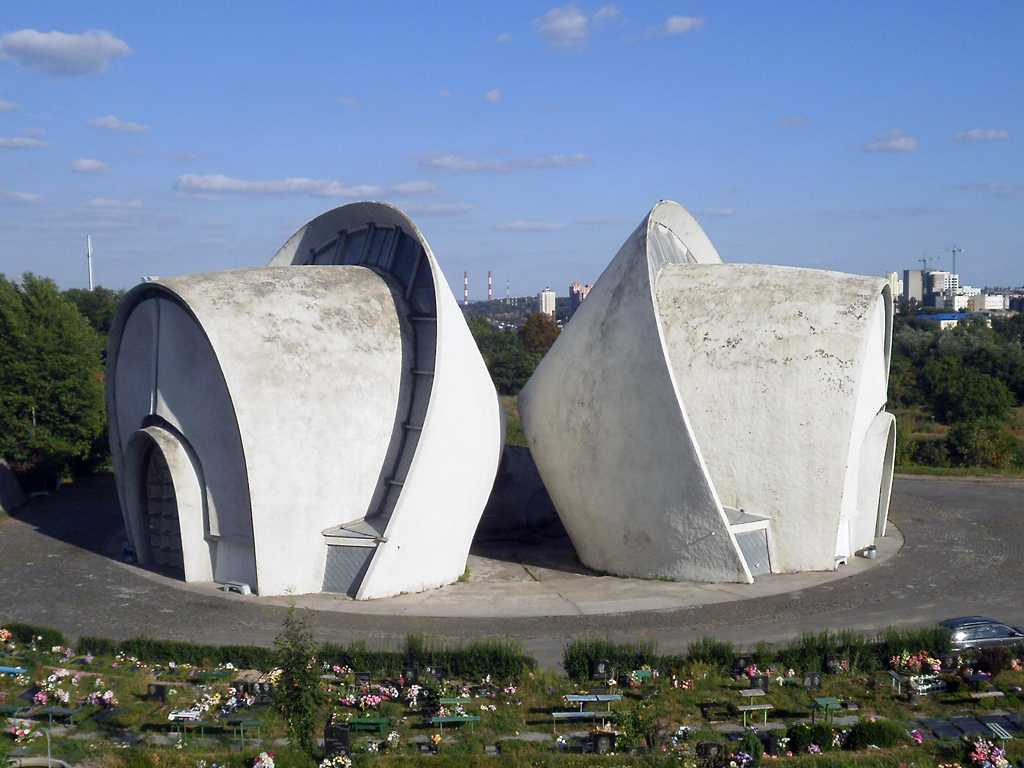
Krematorium des Friedhofs

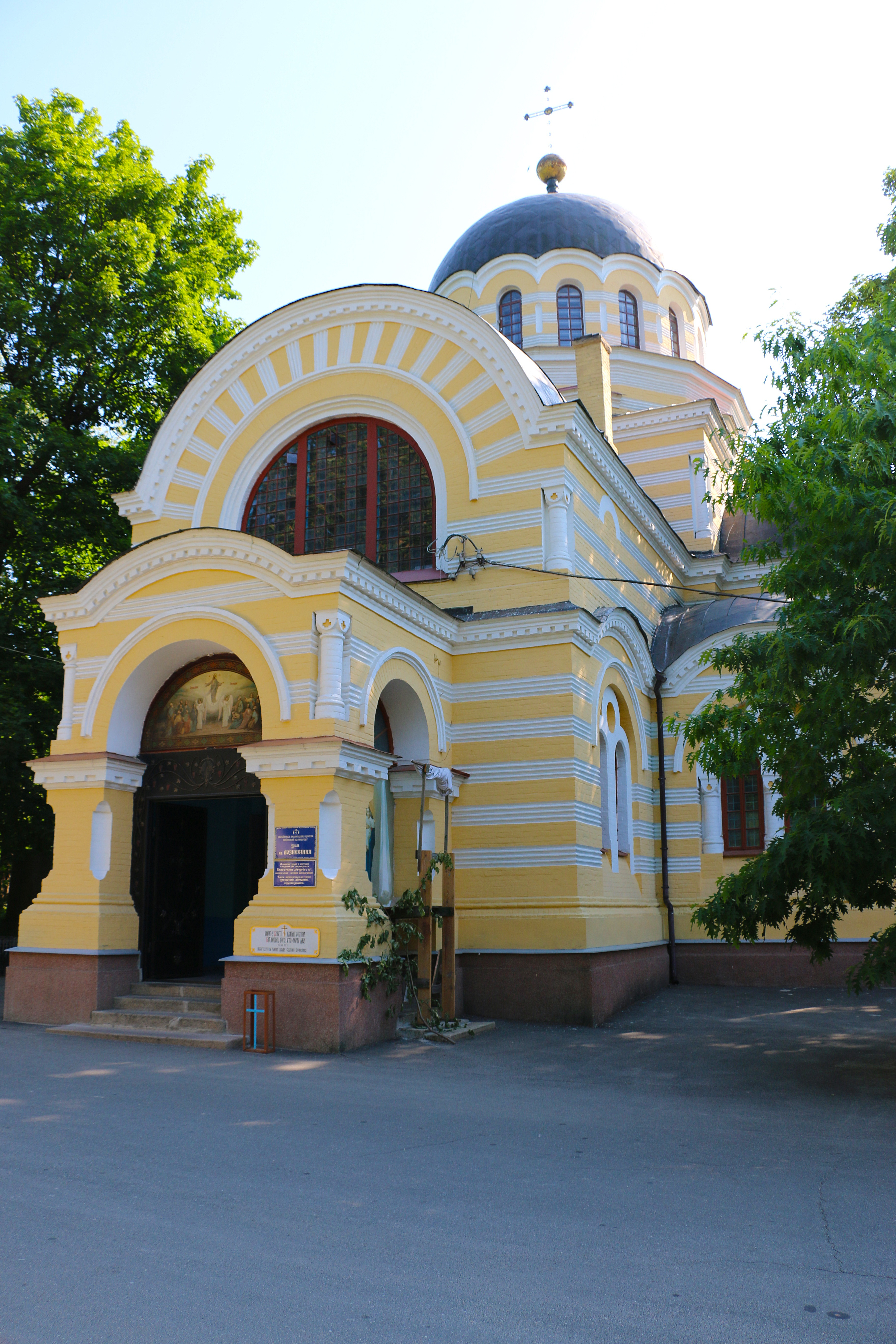
Die orthodoxe Himmelsfahrtskirche auf dem Friedhof

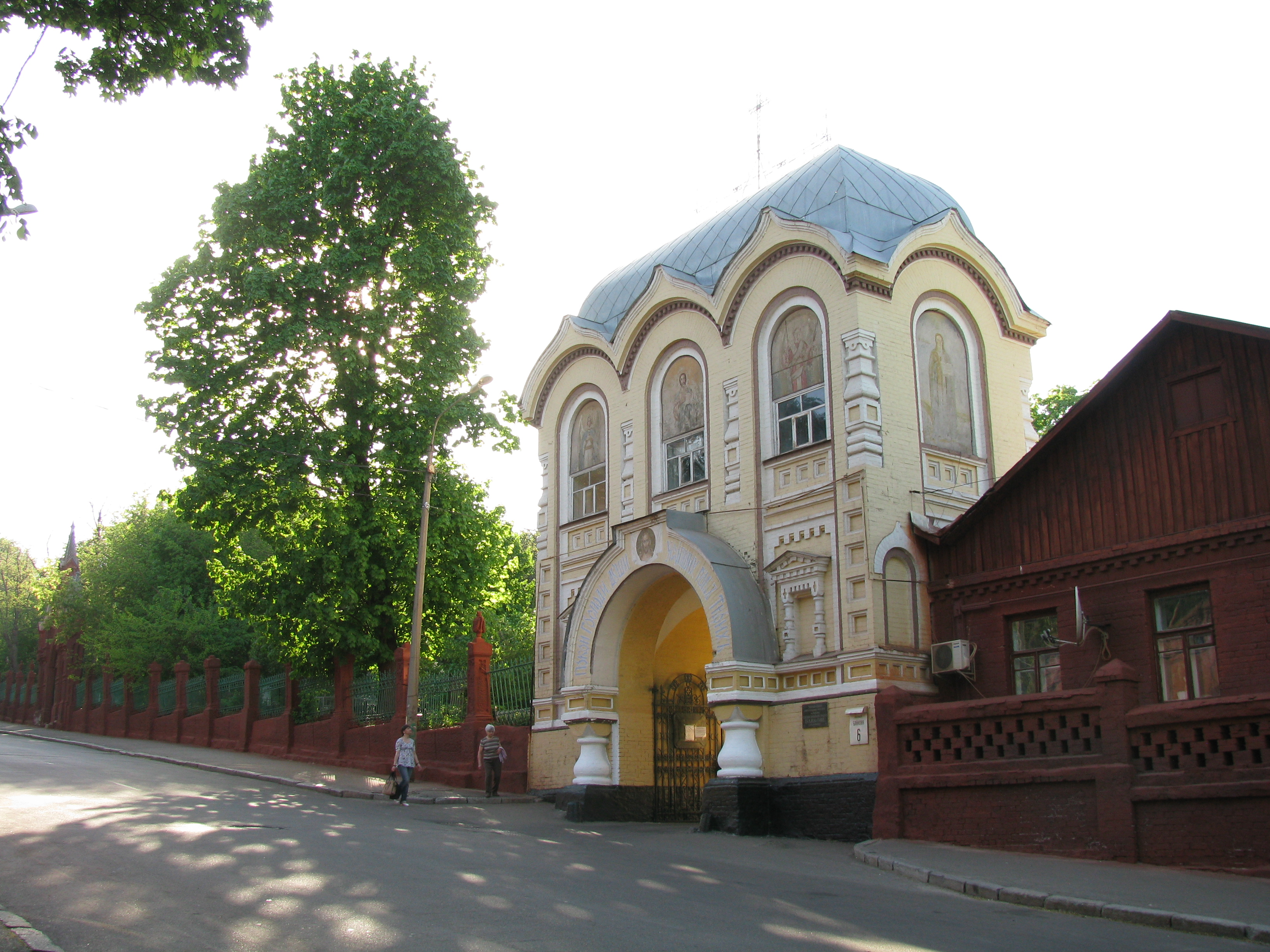
Haupteingang zum orthodoxen Friedhofsteil

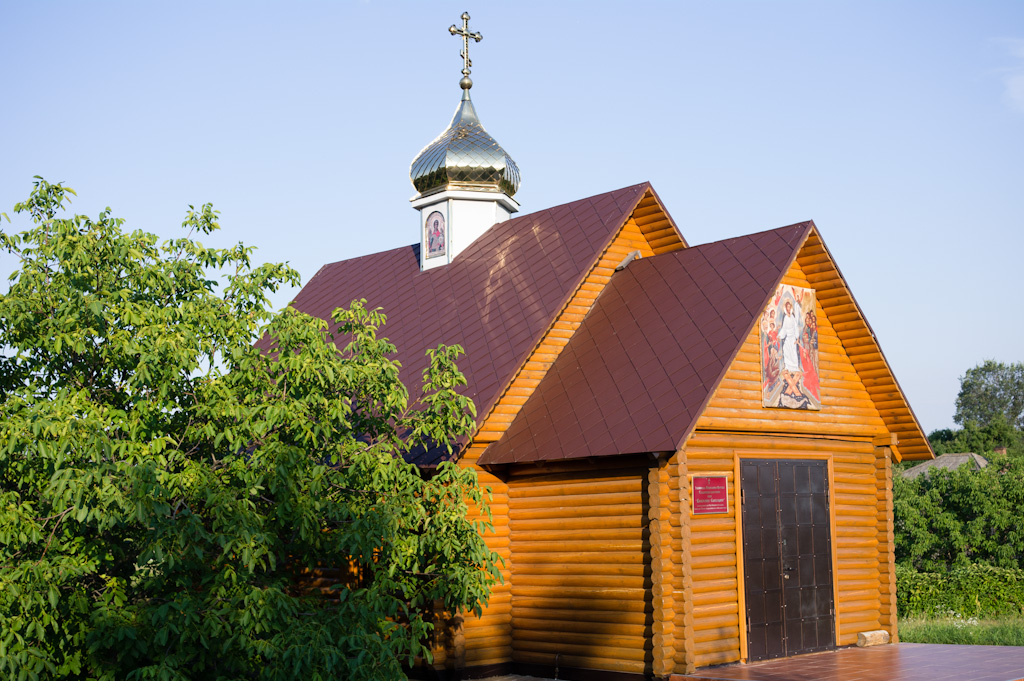
„Auferstehungskirche“ auf dem Friedhof

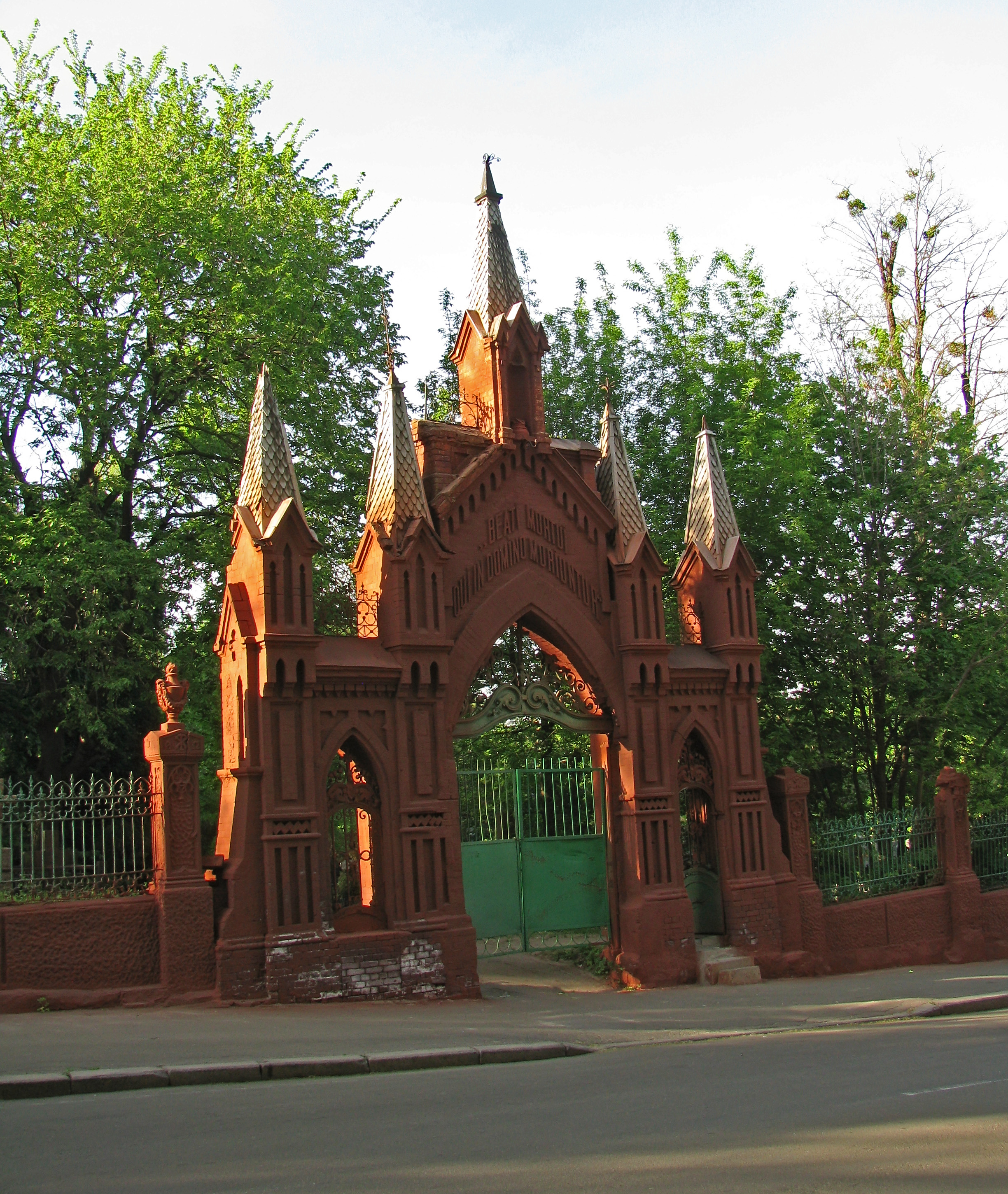
Tor zum katholischen Friedhofsteil

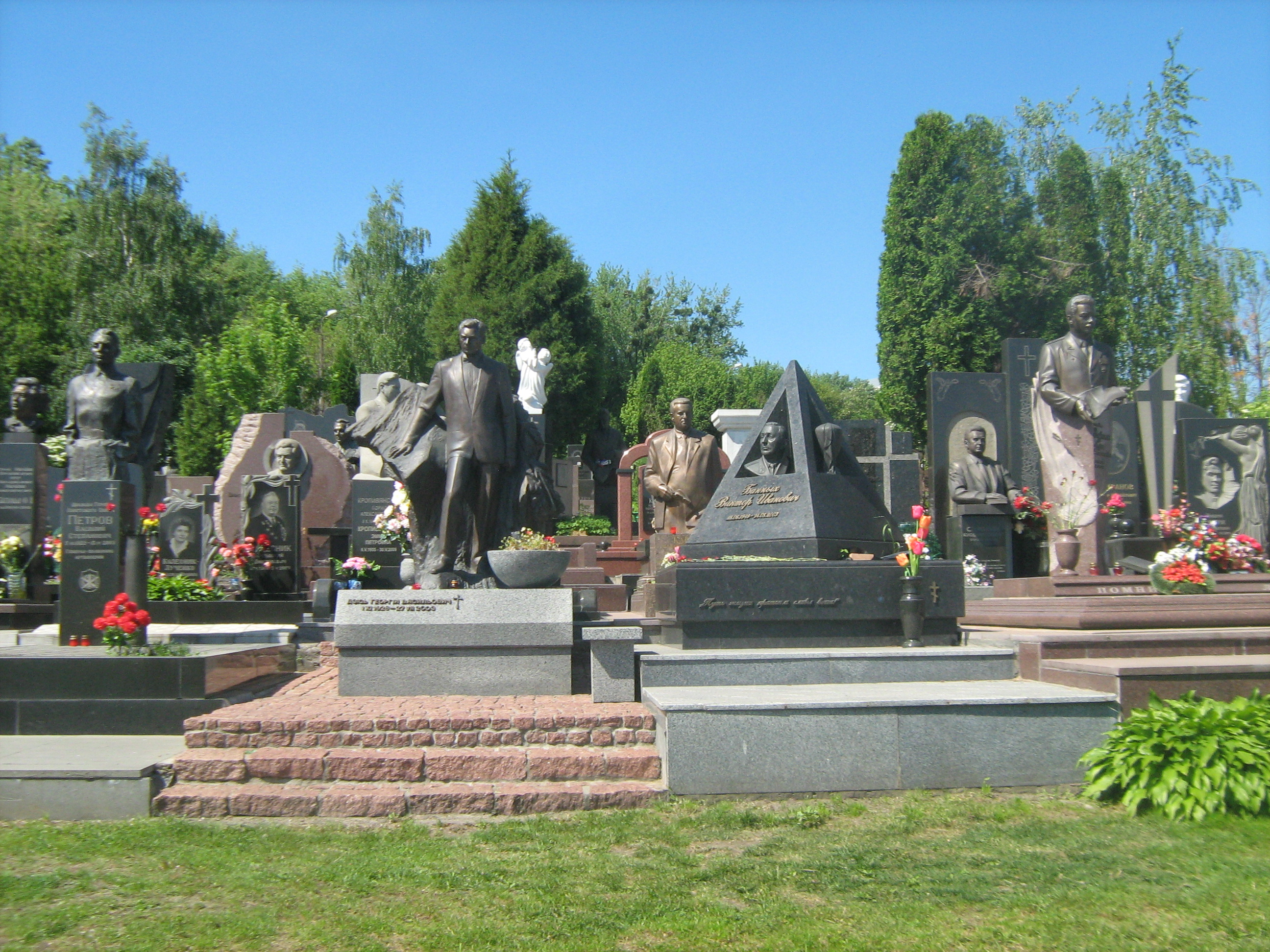
Grabmale auf dem Friedhof; Mitte links das Grab von Heorhij Dsis

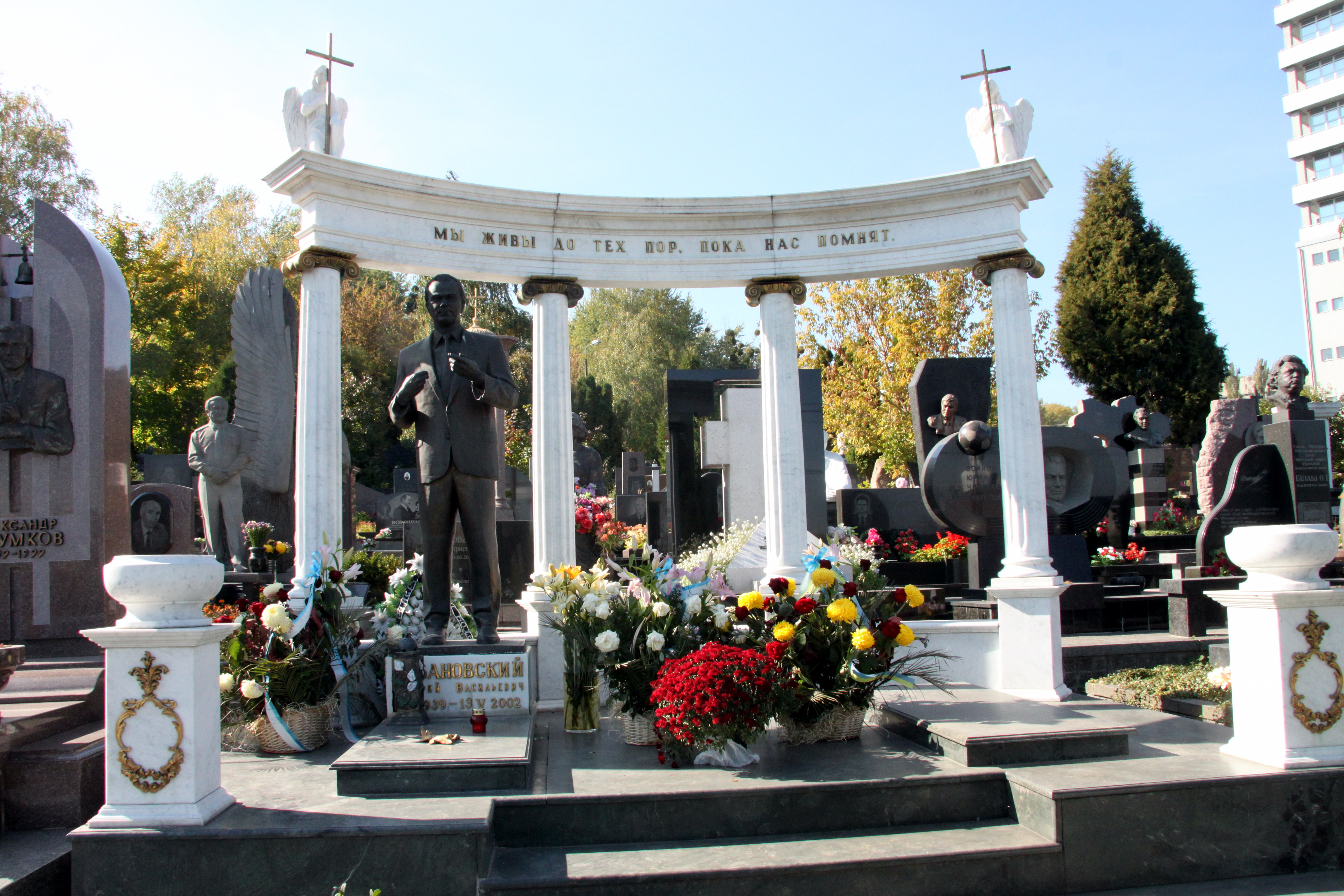
Das Grabmal des Fußballnationaltrainers Walerij Lobanowskyj

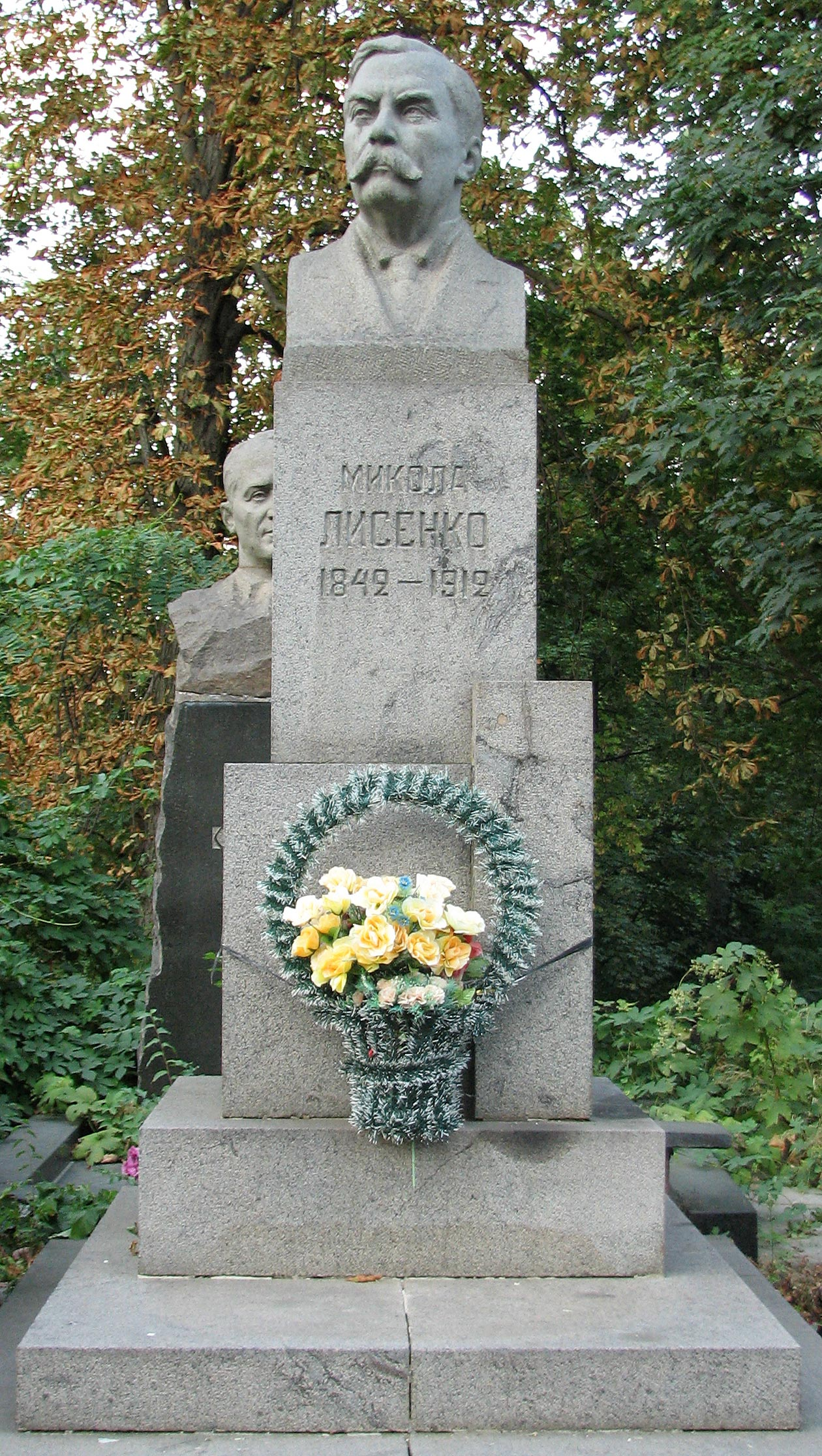
Sepultura do compositor Mykola Lyssenko

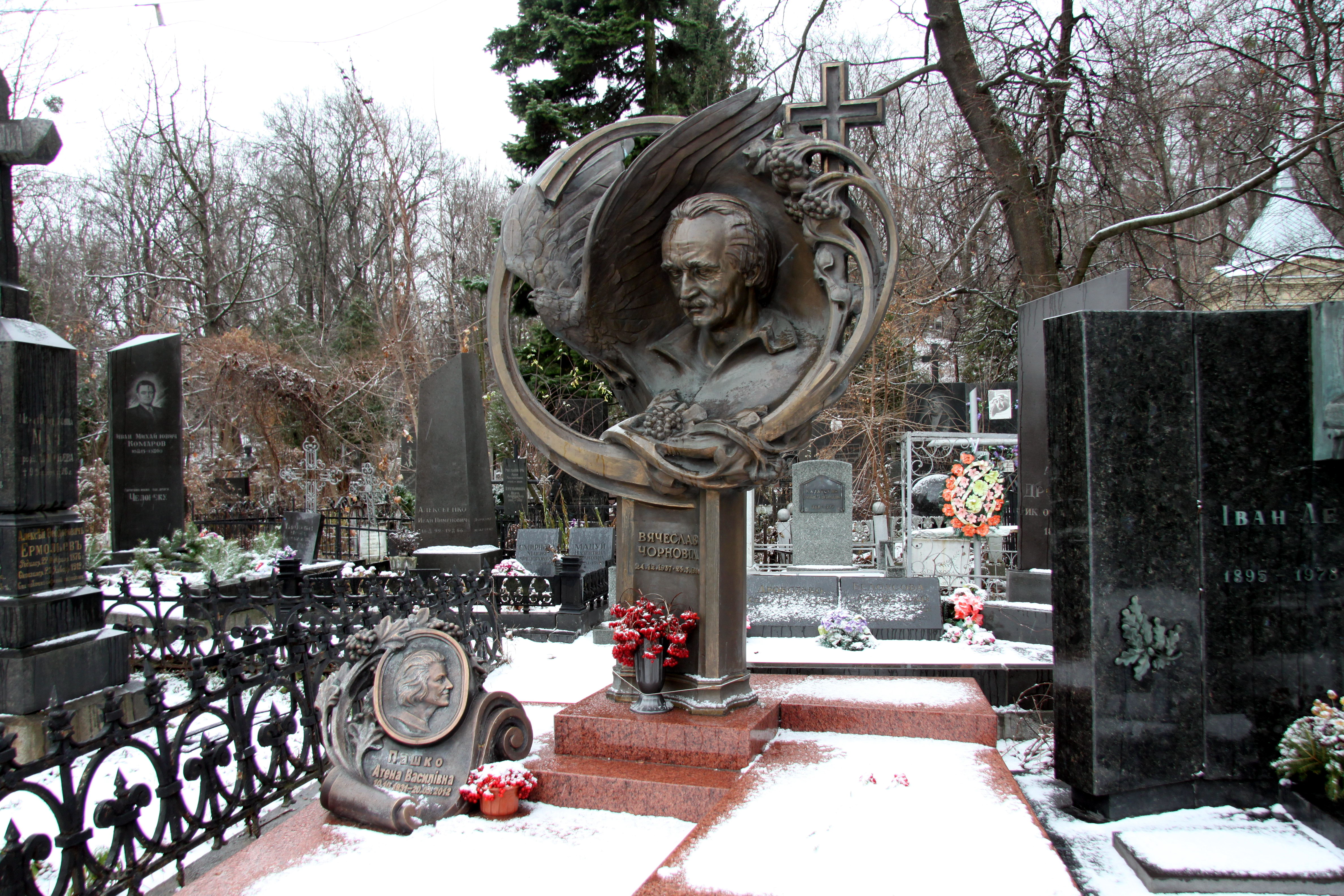
Grabstätte von Wjatscheslaw Tschornowil

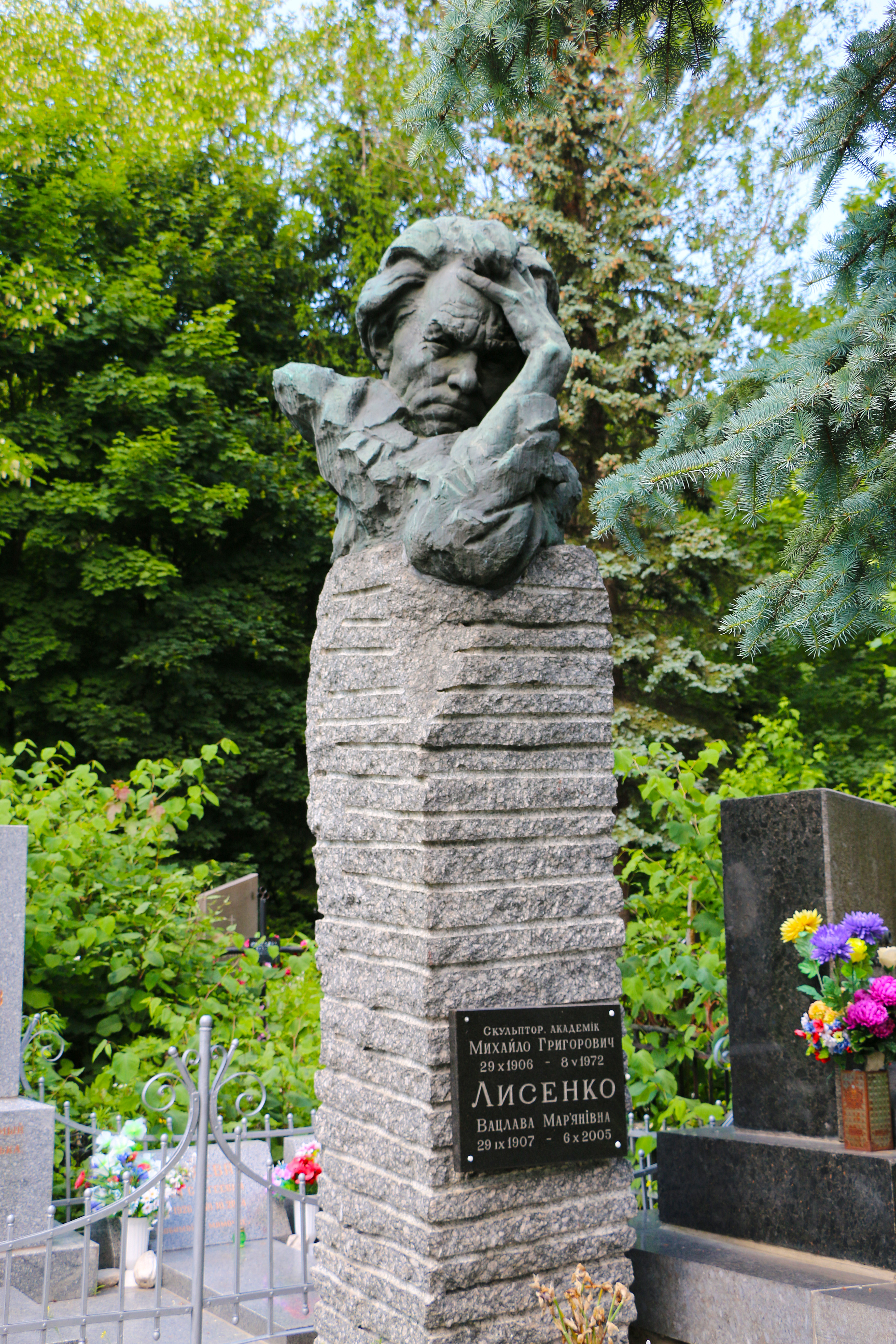
Mychailo Lyssenkos Grab

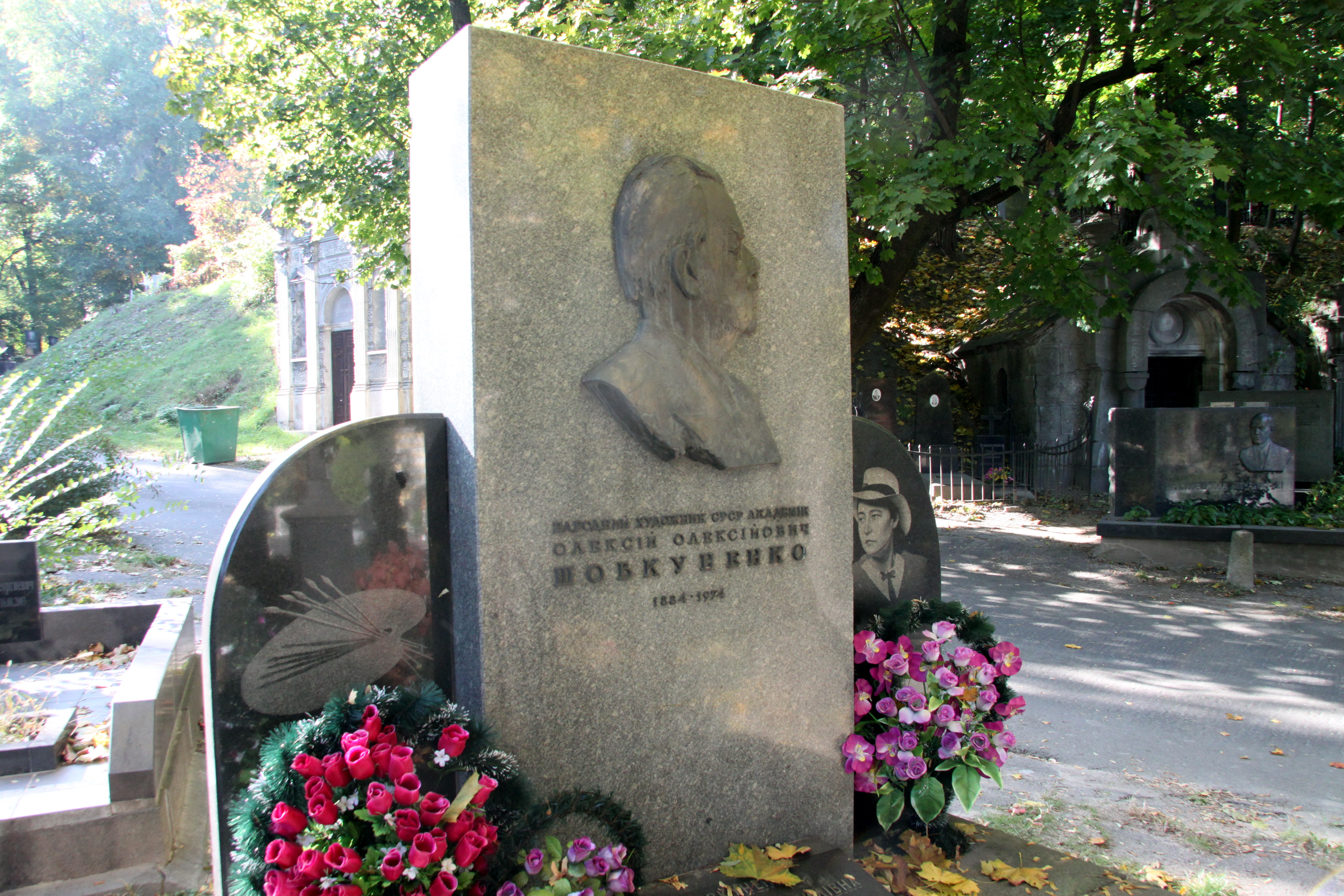
Grab von Oleksij Schowkunenko

- Nikolai Amosov (1913–2002), cirurgião cardíaco
- Fedir Anders (1868–1926), construtor de dirigíveis ucraniano[2]
- Oleg Antonov (1906–1984), construtor de aviões
- Wolodymyr Antonowytsch (1834–1908), historiador, arqueólogo, Ethnograph, professor e Politischer Aktivist
- Polina Astachowa (1936–2005), Kunstturnerin[3]
- Anatolij Awdijewskyj (1933–2016), compositor e Chorleiter[4]

B

- Andrij Bal (1958–2014), futebolista e treinador[5]
- Anatolij Baranowskyj (1906–1988), diplomata e político soviético-ucraniano
- Mykola Baschan (1904–1983), poeta, publicista e tradutor de literatura clássica[6]
- Jurij Bedsyk (1925–2008), escritor ucraniano-soviético[7]
- Jewhen Beresnjak (1914–2013), agente e major-general soviético-ucraniano
- Vincent Beretti (1781–1842), arquiteto ucraniano de origem italiana[8]
- Sergo Beria (1924–2000), georgisch-sowjetischer Funktechniker e construtor de foguetes
- Oleksandr Bilasch (1931–2003), compositor e poeta
- Dmytro Bilous (1920–2004), poeta, tradutor e crítico de literatura
- Mychajlo Bilyj (1922–2001), Parlamentspräsident, físico e reitor de universidade soviético-ucraniano
- Waljanzin Bjalkewitsch (1973–2014), futebolista bielorrusso-ucraniano[9]
- Felix Blumenfeld (1863–1931), compositor, Dirigent e Pianist
- Mykola Bobrezkyj (1843–1907) zoólogo, professor e reitor de universidade
- Oleksandr Bojtschenko (Schriftsteller, 1903) (1903–1950), escritor e político
- Boryslaw Brondukow (1938–2004), ator
- Oleksandr Brodskyj (1895–1969), químico e físico
- Serhij Buchalo (1907–1988), político e cientista
- Leonid Bulachowskyj (1888–1961), linguista e eslavista[10]
- Afanassi Bulgakow (1859–1907), teólogo e historiador da igreja[11]
- Inna Burdutschenko (1939–1960), atriz de cinema
- Leonid Bykow (1928–1979), diretor de filmes, ator e roteirista ucraniano-soviético[12]

C

- Wikentij Chwoika (1850–1914), arqueólogo

D

- Wolodymyr Dachno (1932–2006), animador, diretor de filme de animação[13]
- Alexander Sergejewitsch Dawydow (1912–1993), físico
- Mychajlo Derehus (1904–1997), pintor, Grafiker, Pädagoge e Kulturaktivist
- Anatolij Dimarow (1922–2014), escritor[14]
- Ljubomyr Dmyterko (1911–1985), escritor, poeta e tradutor[15]
- Anatolij Dobrowolskyj (1910–1988), arquiteto
- Wolodymyr Drosd (1939–2003), escritor
- Heorhij Dsis (1926–2003), economista e político
- Anton Dumanski (1880–1967), químico

F

- Konstantin Feofilaktow (1818–1901), geólogo e reitor de universidade
- Feodor Fortinski (1846–1902), historiador e reitor de universidade
- Heorhij Fuks (1927–2008), engenheiro de pontes

G

- Victor Glushkov (1923–1982), informático
- Nikolai Grinko (1920–1989), ator
- Max Gubergriz (1886–1951), médico

H

- Lidija Herassymtschuk (1922–1958), primeira bailarina
- Wadym Hetman (1935–1998), economista e político
- Mykola Hluschtschenko (1901–1977), pintor de arte e Spion[16]
- Borys Hmyrja (1903–1969), cantor de ópera
- Dmytro Hnatjuk (1925–2016), Opernsänger[17]
- Andrij Holowko (1897–1972), escritor
- Iwan Hontschar (1911–1993), escultor, pintor, Sammler e Ethnographen
- Oles Hontschar (1918–1995), escritor, crítico de literatura e sozialer Aktivist
- Petro Hontscharow (1888–1970), compositor
- Mychajlo Hretschucha (1902–1976), político, Vorsitzender des Obersten Sowjets der USSR ucraniano-soviético
- Borys Hrintschenko (1863–1910), escritor, Lehrer, Sprachwissenschaftler, Ethnograph, político[18]
- Iwan Hruschezkyj (1904–1982), político, Vorsitzender des Obersten Sowjets der USSR ucraniano-soviético
- Mychajlo Hruschewskyj (1866–1934), historiador, político e Patriot ucraniano
- Andrij Hussin (1972–2014), Fußballspieler[19]
- Jewhen Huzalo (1937–1995), escritor, jornalista e Drehbuchautor

J

- Tetjana Jablonska (1917–2005), pintora de arte
- Jurij Janowskyj (1902–1954), escritor, dramaturgo, poeta e Drehbuchautor
- Iwan Jischakewytsch (1864–1962), pintor e arte e Grafiker[20]

K

- Halyna Kaltschenko (1926–1975), escultora
- Nykyfor Kaltschenko (1906–1989), político, Vorsitzender des Ministerrates der USSR ucraniano-soviético
- Iwan Karabyz (1945–2002), compositor e Dirigent
- Iossif Karakis (1902–1988), sowjetischer arquiteto
- Wladimir Karawajew (1811–1892), cirurgião e oftalmologista[21]
- Wassyl Kasijan (1896–1976), Grafiker e político[22]
- Iwan Kawaleridse (1887–1978), escultor e realizador de filmes[23]
- Heorhij Kirpa (1946–2004), político
- Oleksij Kolomijtschenko (1898–1974), médico
- Oleksandr Konyskyj (1836–1900), escritor, tradutor
- Oleksandr Kornijtschuk (1905–1972), publicista e político ucraniano-soviético
- Demjan Korottschenko (1894–1969), político, Vorsitzender des Obersten Sowjets der USSR ucraniano-soviético
- Wiktor Kossenko (1896–1938), compositor, Lehrer e Pianist[24]
- Jossyp Kossonohow (1866–1922), físico, geofísico, meteorologista
- Platon Kostjuk (1924–2010), neurofisiologista e político ucraniano-soviético
- Pylyp Kosyzkyj (1893–1960), compositor e Musikwissenschaftler ucraniano
- Wilhelm Kotarbiński (1848–1921), symbolistischer pintor polonês
- Hryhorij Kotschur (1908–1994), tradutor
- Sydir Kowpak (1887–1967), General, Partisanenführer
- Walerij Kowtun (1944–2005), bailarino e coreógrafo ucraniano[25]
- Fotij Krassyzkyj (1873–1944), pintor de arte
- Wolodymyr Krawez (1930–2011), político e diplomata
- Jurij Krawtschenko (1951–2005), político[26]
- Stepan Kryschaniwskyj (1911–2002), poeta, tradutor, Literaturwissenschaftler e Folklorist
- Wassyl Kutscher (1911–1967), escritor

L

- Jewhen Lasarenko (1912–1979), geólogo, Mineraloge e reitor de universidade[27]
- Iwan Le (1895–1978), escritor ucraniano[26]
- Oleksandr Ljaschko (1915–2002), político, Vorsitzender des Obersten Sowjets e Ministerpräsident der USSR ucraniano-soviético
- Borys Ljatoschynskyj (1895–1968), compositor
- Walerij Lobanowskyj (1939–2002), Fußball-Nationaltrainer[28]
- Abram Lufer (1905–1948), Pianist e Hochschullehrer
- Mykola Lukasch (1919–1988), tradutor, linguista e poliglota
- Dmytro Luzenko (1921–1989), poeta e Liedtexter
- Mychajlo Lyssenko (1906–1972), escultor
- Mykola Lyssenko (1842–1912), compositor, Pianist e Dirigent

M

- Heorhij Majboroda (1913–1992), compositor[29]
- Platon Majboroda (1918–1989), compositor
- Andrij Malyschko (1912–1970), poeta, tradutor, crítico de literatura e Publizist
- Dmitri Manuilski (1883–1959), político
- Oleksandr Markewytsch (1905–1999), zoólogo ucraniano-soviético[30]
- Teren Massenko (1903–1970), jornalista, poeta e tradutor[31]
- Julius Ferdinand Mazonn (1817–1885), Mediziner
- Jurij Meschenko (1892–1969), Bibliograf, Literaturwissenschaftler, historiador e Sammler[32]
- Oksana Meschko (1905–1991), bióloga e dissidente
- Mykola Michnowskyj (1873–1924), político e nacionalista[33]
- Jewhenija Miroschnytschenko (1931–2009), cantora de ópera
- Iwan Mykolaitschuk (1941–1987), ator, regente

N

- Heorhij Narbut (1886–1920), pintor e gráfico
- Iwan Netschuj-Lewyzkyj (1838–1918), escritor e tradutor[34]
- Leonid Nowytschenko (1914–1996), crítico de literatura e Philologe[35]

O

- Jurij Olenenko (1934–2010), político e diplomata ucraniano[26]

P

- Alexander Palladin (1885–1972), bioquímico e presidente de academia[36]
- Petro Pantsch (1891–1978), escritor[37]
- Jewgeni Paton (1870–1953), Wissenschaftler e Ingenieur für Brückenbau
- Mychailo Pawlowskyj (1942–2004), Wissenschaftler e político[26]
- Wladimir Fjodorowitsch Peresypkin (1914–2004), Wissenschaftler, Rektor der ukrainischen Landwirtschaftsakademie
- Walter Petrowytsch (1817–1889), Anatom e Physiologe
- Oksana Petrussenko (1900–1940), Opernsängerin[38]
- Iwan Pljuschtsch (1941–2014), político[39]
- Wolodymyr Poljatschenko (1938–2012), empresário, político e cônsul honorário
- Myroslaw Popowytsch (1930–2018), filósofo[40]
- Olena Ptschilka (1849–1930), escritora, jornalista e etnóloga
- Mychajlo Ptucha (1884–1961), Statistiker, Demograph e economista

R

- Wassyl Remeslo (1907–1983), agrônomo
- Nikolai Karlowitsch Rennenkampff (1832–1899), advogado alemão-russo, reitor de universidade e prefeito de Kiew
- Lewko Rewuzkyj (1889–1977), compositor
- Mykola Rudenko (1920–2004), dissidente, Menschenrechtler e escritor
- Oleksandr Russow (1847–1915), Statistiker, Anthropologe, Folklorist e Sozialaktivist
- Natan Rybak (1913–1978), escritor[41]
- Maxym Rylskyj (1895–1964), poeta, tradutor e escritor político

S

- Wolodymyr Sabolotnyj (1898–1962), arquiteto
- Oleksij Sadowen (1857–1919), Mediziner e reitor de universidade
- Mykola Sadowskyj (1856–1933), ator, Theaterdirektor e Sozialaktivist
- Pawlo Sahrebelnyj (1924–2009), escritor
- Panas Saksahanskyj (1859–1940), ator, regente e dramaturgo
- Marija Sankowezka (1854–1934), atriz de teatro
- Guri Sawin (1907–1975), Ingenieurwissenschaftler
- Oleksandr Schalimow (1918–2006), cirurgião, cofundador da escola de cirurgia da Ucrânia
- Ihor Schamo (1925–1982), compositor, Gewinner des Taras-Schewtschenko-Preises[42]
- Maksym Schapowal (1978–2017), Generalmajor, Nachrichtendienstler, Held der Ukraine[43]
- Naum Schor (1937–2006), Mathematiker
- Petro Schelest (1908–1996), político
- Wolodymyr Schemet (1873–1933), jornalista, Philologe e político
- Paul Schleifer (1814–1879), arquiteto
- Oleksij Schowkunenko (1884–1974), pintor de arte[44]
- Wladimir Schtscherbitzki (1918–1990), Ministerpräsident
- Serhij Schyschko (1911–1997), pintor
- Pawlo Schytezkyj (1837–1911), filólogo, linguista, lexicógrafo e etnógrafo
- Walentyn Shurskyj (1927–2014), político
- Iwan Sikorskyj (1842–1919), psiquiatra, psicólogo e professor[45]
- Oleksandr Sintschenko (1957–2010), político[46]
- Wiktor Skopenko (1935–2010), químico e reitor de universidade
- Jurij Smolytsch (1900–1976), escritor, jornalista e crítico de teatro
- Wolodymyr Sosjura (1898–1965), poeta
- Mychajlo Staryzkyj (1840–1904), escritor, dramaturgo e Theaterleiter
- Iwan Steschenko (1873–1918), tradutor, escritor e político[47]
- Mychajlo Stelmach (1912–1983), escritor
- Jaroslawa Stezko (1920–2003), política
- Bohdan Stupka (1941–2012), ator
- Wassyl Stus (1938–1985), poeta, publicista e dissidente[48]
- Jewhen Swerstjuk (1928–2014), filósofo, escritor, crítico de literatura, tradutor, Herausgeber e sowjetischer dissidente[49]
- Iwan Switlytschnyj (1929–1992), crítico de literatura, poeta, tradutor, Menschenrechtsaktivist e Dissident[50]
- Julius von Szymanowski (1829–1868), cirurgião de ascendência polonesa-alemã

T

- Leonid Tanjuk (1938–2016), regente, Theaterdirektor e político ucraniano sowie sowjetischer dissidente[51]
- Leonid Petrowitsch Teljatnikow (1951–2004), Leiter der Feuerwehr des Kernkraftwerks Tschernobyl
- Hryhir Tjutjunnyk (1931–1980), escritor
- Petro Tronko (1915–2011), historiador e político
- Dniprowa Tschajka (1861–1927), escritora e poetisa
- Mychajlo Tschalyj (1816–1907), Pädagoge, escritor, jornalista e Biograph
- Wjatscheslaw Tschornowil (1937–1999), dissidente, Menschenrechtler e jornalista
- Pawlo Tytschyna (1891–1967), poeta e político

U

- Hennadij Udowenko (1931–2013), político e diplomata
- Lesja Ukrajinka (1871–1913), poetisa
- Oles Uljanenko (1962–2010), escritor[52]
- Natalija Uschwij (1898–1986), atriz

W

- Alexander Petrowitsch Walter (1818–1889), anatomista e fisiólogo russo-ucraniano
- Wanda Wasilewska (1905–1964), política e escritora
- Stepan Wassyltschenko (1879–1932), escritor
- Mychailo Waschtschenko-Sachartschenko (1825–1912), matemático ucraniano-russo
- Oleksij Watschenko (1914–1984), político, Vorsitzender des Obersten Sowjets der USSR ucraniano-soviético
- Hryhorij Werowka (1895–1964), compositor e diretor de coro ucraniano
- Mychajlo Werykiwskyj (1896–1962), compositor
- Mykola Wilinskyj (1888–1956), compositor e Hochschullehrer
- Mykola Winhranowskyj (1936–2004), regente, escritor, ator e poeta
- Pawlo Wirskyj (1905–1975), dançarino e coreógrafo[53]
- Serhij Wsechswjatskyj (1905–1984), astrônomo e Hochschullehrer[54]
- Jurij Woronyj (1895–1961), cirurgião[55]
- Leonid Wyscheslawskyj (1914–2002), escritor ucraniano
- Ostap Wyschnja (1889–1956), escritor, humorista e satirista ucraniano

Quellen: